# Tony Underwood
Pour les articles homonymes, voir Underwood.
Pas d'image ? Cliquez ici

a Compétitions nationales et continentales officielles uniquement.

b Matchs officiels uniquement.
 Tony Underwood, est né le 17 février 1969 à Ipoh (Malaisie). C’est un ancien joueur de rugby à XV, qui a joué avec l'équipe d'Angleterre, évoluant au poste de trois-quart aile (1,75 m pour 86 kg). 
C’est le frère de Rory Underwood qui a été aussi international anglais de rugby en même temps que lui.

## Carrière

### En club
- Newcastle Falcons

Il a joué un match de Challenge européen de rugby.

### En équipe nationale
Il a disputé son premier test match le 17 octobre 1992 contre l'équipe du Canada et le dernier contre l'équipe d'Écosse, le 5 décembre 1998.
Tony Underwood a disputé un test match avec les Lions britanniques en 1997.
Il a participé à la Coupe du monde 1995 (quatre matches).

## Palmarès
- 27 sélections avec l'équipe d'Angleterre de 1992 à 1998
- Sélections par année : 2 en 1992, 3 en 1993, 7 en 1994, 8 en 1995, 1 en 1996, 4 en 1997, 2 en 1998
- Tournois des Cinq Nations disputés : 1993, 1994, 1995, 1996, 1997, 1998